# Хонда (узел)
Хо́нда (англ. Bowstring Knot — «узел тетивы лука» или Honda Knot — «узел хонда») — бытовой узел. Узел — компактный и легко развязывать после натяжения. Узел «хонда» (Honda Knot) имеет сто́порный узел на конце и этим отличается от узла для крепления тетивы лука (Bowstring Knot).

## Способ завязывания

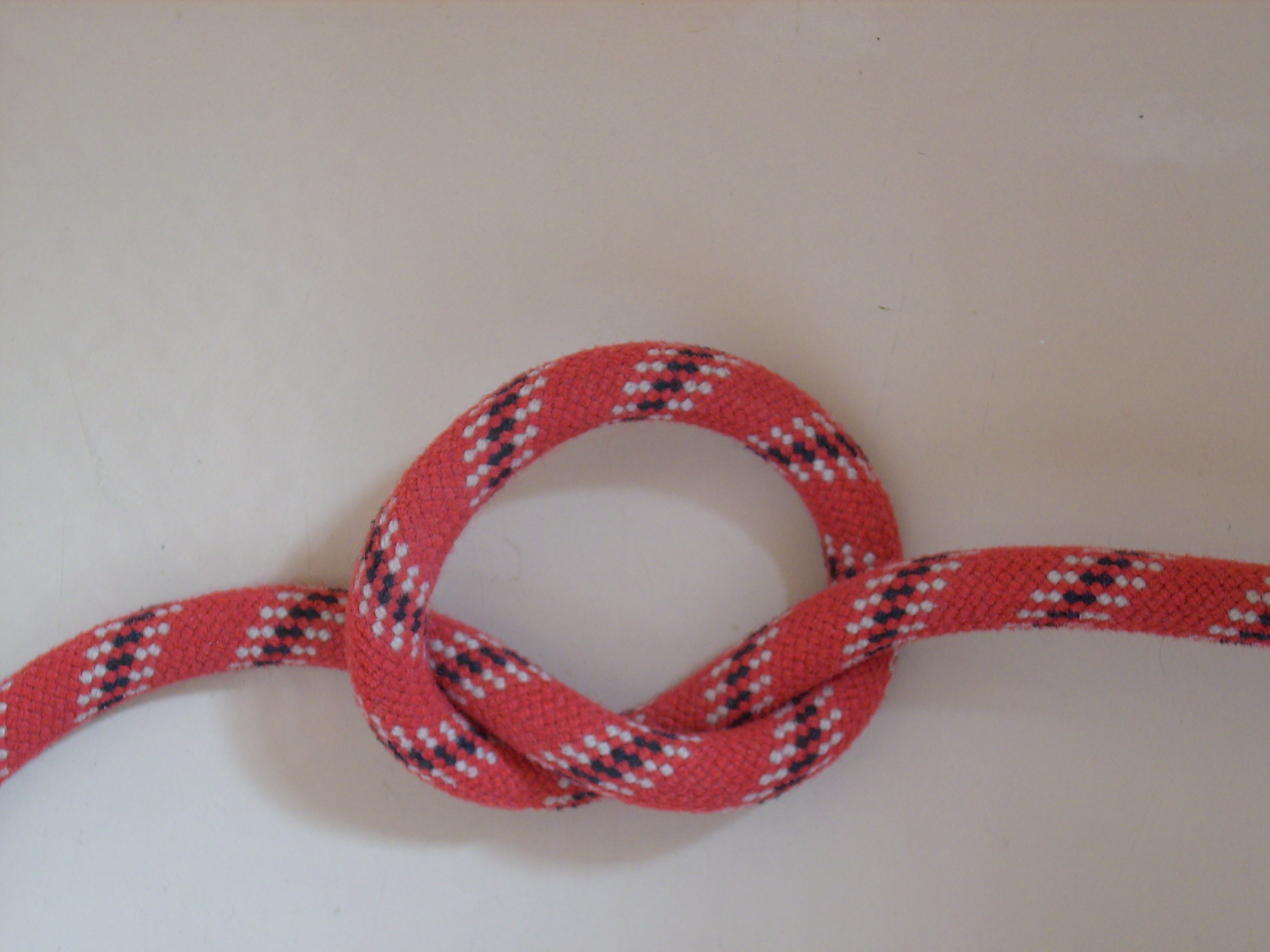
1. Сделать узелок на коренном конце верёвки[17].
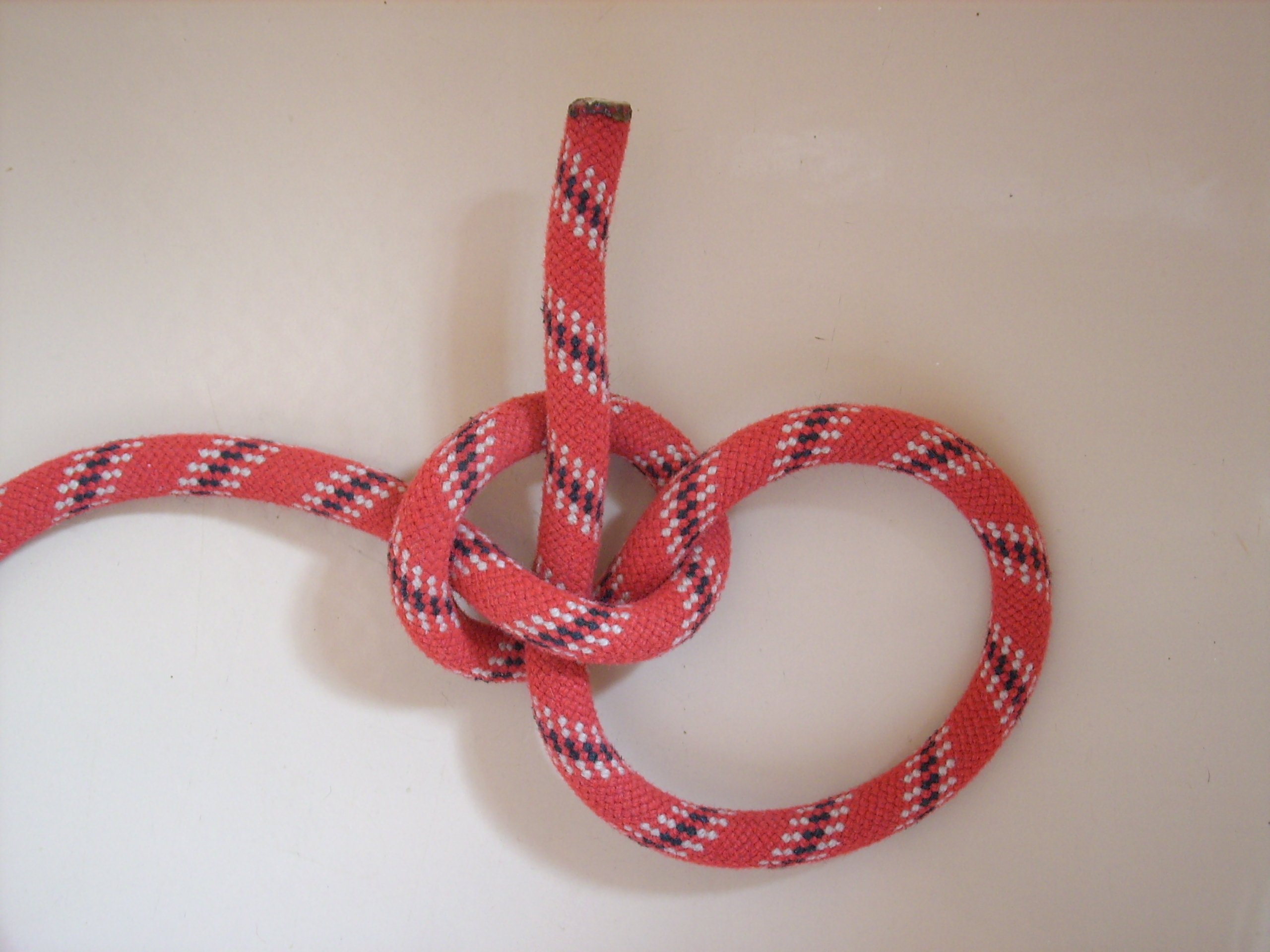
2. Вдеть ходовой конец верёвки внутрь узла.
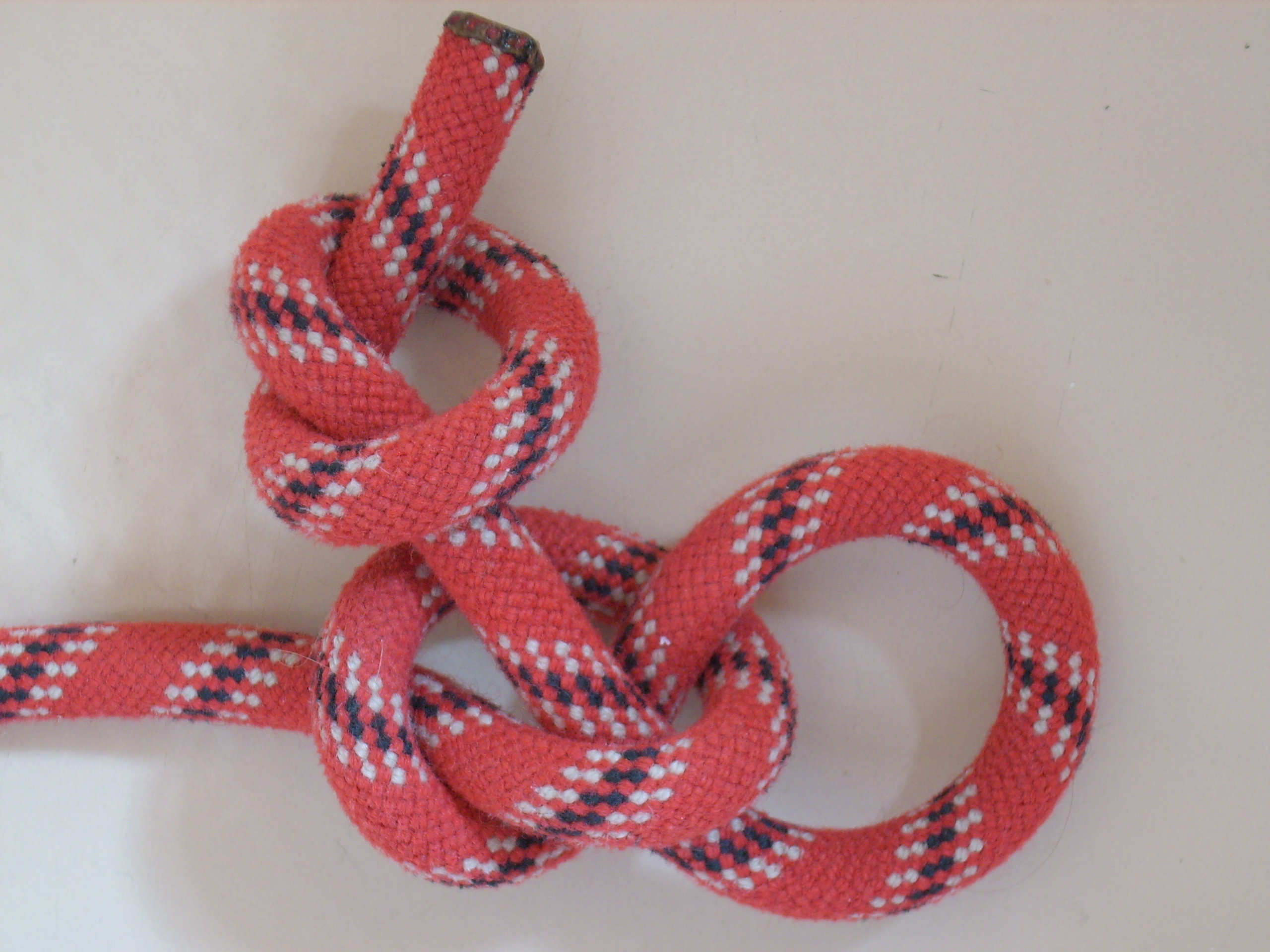
3. Обязательно завязать (стопорный) узелок на конце ходового конца[12] (или завязать контрольный узел ходовым концом на коренном[11]).
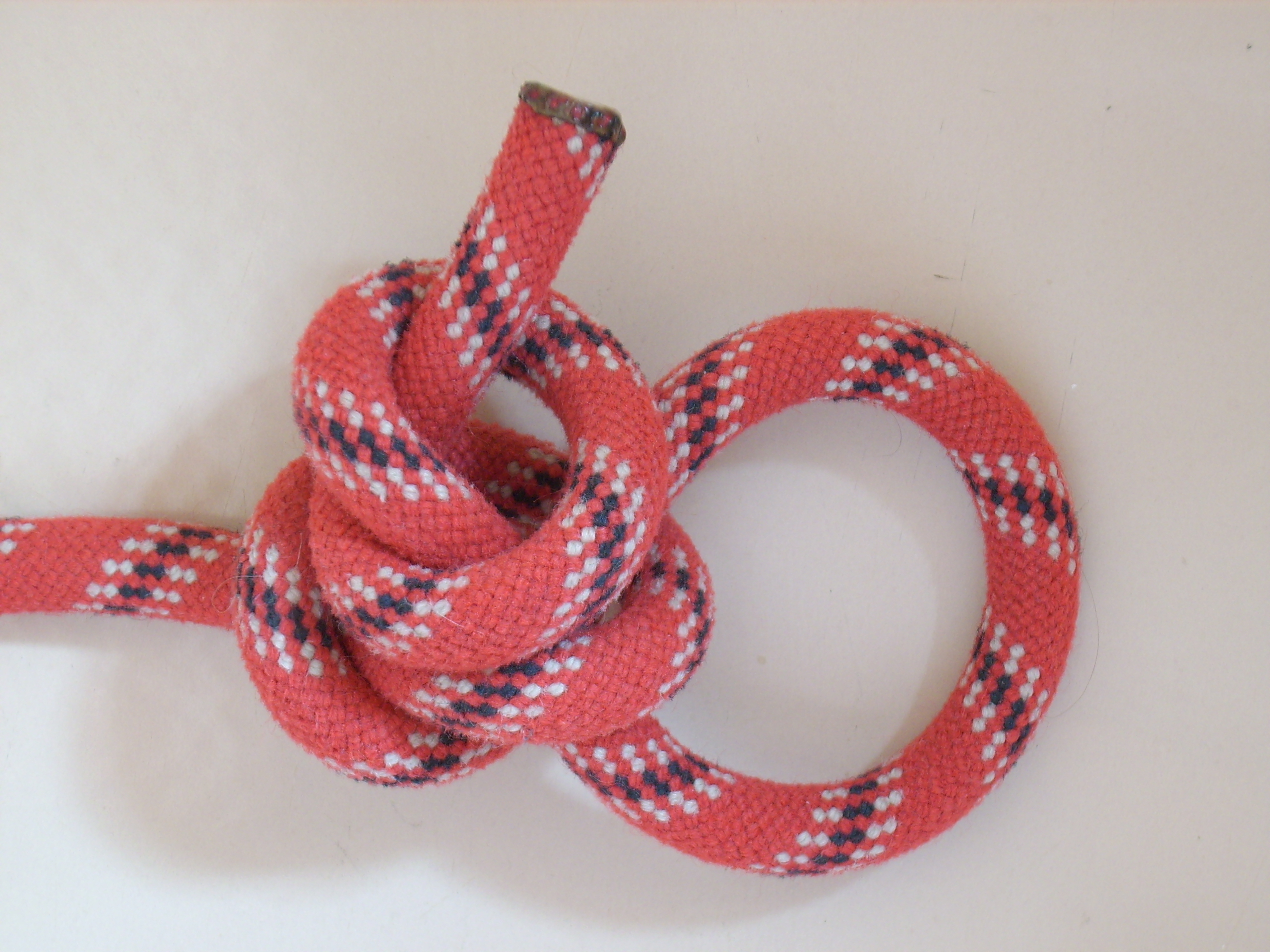
4. Затянуть.

## Признаки
Плюсы
- Узел — прост
- Узел — самый компактный из петель
- Легко развязывать

Минусы
- Необходим стопорный (или контрольный) узел
- Легко ошибиться при завязывании

## Применение
В охоте
- В охоте, без стопорного узла, применяют как узел для крепления тетивы лука

В быту
- Добавив стопорный узел и пропустив коренной конец в петлю применяют как лассо для отлова скота[18]